# Свєтлова Ксенія Ігорівна
Ксенія Свєтлова (Ксенія Ігорівна Свєтлова) (івр. קסניה סבטלובה, араб. كسينيا سفتلوفا; нар.. 28 липня 1977 року, Москва) — ізраїльська політична діячка, депутат Кнесету від партії «Ха-Тнуа», що входить до блоку «Сіоністський табір», в минулому ізраїльська російськомовна журналістка, арабістка. Вона займала посаду кореспондента з арабських питань на телеканалі «Ізраїль Плюс». Ксенія також є докторантом Єврейського університету в Єрусалимі. В ході передвиборної кампанії 2014 року і на тлі розпаду партії" ха-Тнуа, яку очолювала Ципі Лівні, була запрошена приєднатися до створюваного спільно з лівоцентристською партією Праці («Авода») передвиборчого блоку «Сіоністський табір». Ксенія Свєтлова в 2015 році пройшла за його списком до кнесету 20-го скликання.

## Біографія
Ксенія Свєтлова народилася 28 липня 1977 року в Москві.
Мати Ксенії, Світлана Швейцер — інженер-патентознавець.
Бабуся по материнській лінії, Вікторія Мойсеївна, сім'я якої загинула в період Голокосту в Зміївської балці Ростова, була військовим лікарем. У 1952 році її звільнили по «справі лікарів» і погрожували висилкою до Сибіру. У 1960-х роках очолювала відділення неврології в 1-й міській лікарні в Москві.
Батько Ксенії, Ігор Євгенович Свєтлов (нар. 1935) — професор, доктор мистецтвознавства, Почесний член Російської академії мистецтв.
Дід по батькові — Костянтин Валеріус, організатор металургійного виробництва в СРСР, був заарештований як «ворог народу» і загинув під час масових репресій в СРСР у 1938 році.
У 1984—1991 роках Ксенія навчалася в середній школі № 77 міста Москви.
У 1991 році, після розпаду СРСР, у віці 14 років, разом з матір'ю і бабусею Ксенія Свєтлова репатріювалася до Ізраїлю. Жили вони в Єрусалимі, де Ксенія протягом трьох років навчалася у релігійній (згідно з єврейськими традиціями) школі для дівчаток «Бат Ціон». Надалі, Ксенія навчалася в Єврейському університеті в Єрусалимі на факультеті журналістики, а також арабської мови та Близького Сходу, де отримала перший і другий академічні ступені, і там же вступила до аспірантури. Ксенія Свєтлова — володар першої і другої академічних ступенів у галузі журналістики, а також арабської мови, ісламознавстві та Близького Сходу. В даний час є докторантом цього ж університету. Тема її дисертації — «Ставлення єгипетської преси до Ізраїлю в період з 1979-го по 2011-й роки».
Ксенія Свєтлова досконало володіє чотирма мовами — івритом, арабською, російською та англійською, а також дає інтерв'ю пресі кожною з цих мов.

### Журналістська діяльність
Свою діяльність Ксенія Свєтлова почала в Інституті по дослідженню засобів масової інформації Близького Сходу. У 2002 році стала працювати кореспондентом і оглядачем арабських та близькосхідних питань на ізраїльському телевізійному 9 Каналі. Вела також колонку «Арабський світ за тиждень» в ізраїльській російськомовній газеті «Новини тижня». Пише для газет The Washington Post, The Jerusalem Post і Га-Арец. Ксенія Свєтлова також була постійним автором сайту «Бі-бі-сі». Друкувалася в Slon Magazine, виступала в ефірі радіостанції Ехо Москви.
У вересні 2010 року на запрошення Новосибірської адміністрації Ксенія Свєтлова брала участь у Міжнародному молодіжному форумі «Інтерра 2010», в рамках якого читала доповідь про вплив блогів та інтернету на журналістику і владу.
Спеціальним кореспондентом Служби новин 9-го каналу Ксенія Свєтлова:
- Висвітлювала Іракську війну. Вона вела репортажі з американського авіаносця, із Сирії, Лівії та Малайзії.
- Вела репортажі з похорону вбитого прем'єр-міністра Лівану Рафіка аль-Харірі, що ледь не коштувало їй життя, коли її мало не задавили в натовпі.
- Висвітлювала процес реалізації Плану одностороннього розмежування безпосередньо з ліквідованих єврейських поселень у секторі Газа .
- Висвітлювала Громадянську війну в Сирії.
- У 2011 році фактично передбачила наближається падіння режиму Хосні Мубарака.
- Вела прямий ефір з каїрської площі Тахрір у ті дні, коли там ґвалтували і вбивали західних журналісток.
- Висвітлювала Військовий переворот в Єгипті (2013).
- Багаторазово брала інтерв'ю у Ясіра Арафата, лідера забороненої в США терористичної організації ХАМАС шейха Ахмеда Ясіна і глави палестинської автономії Махмуда Аббаса.

У 2004 році Ксенія Свєтлова отримала 1-й приз на Євразійському фестивалі «Телефорум» (Москва) за репортаж «Життя у печері».

### Діяльність як сходознавця
Ксенія Свєтлова чимало пише на теми, пов'язані з Близьким Сходом та Ісламом.
Вона висвітлювала численні події Арабської весни і написала про це низку публіцистичних статей.
Відвідавши Іракський Курдистан, написала про курдський народ і про його зв'язки з Державою Ізраїль, а також про розмиту єврейську ідентичність Пророка Йехезкеля і про деякі теми, пов'язані з ІДІЛ.

### Політична діяльність
В січні 2015 року було заявлено про приєднання Ксенії Свєтлової до ліво-центристського політичного блоку «Сіоністський табір», який дотримується соціал-демократичної орієнтації. На прес-конференції, що відбулася в штабі «Сіоністського табору» в Тель-Авіві в січні 2015 року, співголова блоку Ципі Лівні представила Ксенію Светлову як нового кандидата в депутати на виборах до Кнесету (Ксенія знаходилася на 4-ій позиції в списку «Ха-Тнуа»): 
Свєтлова, з точки зору Лівні, — саме втілення сіонізму, репатріантка, яка приїхала в Ізраїль у віці 14 років і досягла того, чого досягла і радянська алія в цілому, «змінивши економіку і піднявши її на новий рівень».
У списку «Сіоністського табору» з виборів до кнесету 20-го скликання 2015 року Ксенія Свєтлова була 21-ю. Блок отримав на виборах 24 місця, і Ксенія Свєтлова пройшла до кнесету.
У Кнесеті XX скликання Ксенія Свєтлова здійснює таку діяльність:
- Член комісії кнесету з питань алії, абсорбції та діаспори, а також член комісії кнесету з іноземних справ та безпеки[15].
- Голова лобі із захисту споживача; член лобі за справедливі пенсії, а також про релігії і державу, по боротьбі з делігітімацієї Ізраїлю та по боротьбі з расизмом.
- Голова дружньої парламентської естонсько-ізраїльської групи і голова товариства дружби Ізраїль — Фінляндія.

### Законотворча діяльність
Як депутат Ксенія Свєтлова запропонувала понад 150 законопроектів у сферах, пов'язаних з життям репатріантів з колишнього СРСР, у сфері відносин релігії та держави, а також у галузі свободи слова і свободи преси.

### Політичні погляди
Існує думка, що в своїх передачах на телебаченні Ксенія Свєтлова займала проарабську позицію, зокрема під час Операції «Незламна скеля» (2014) вона захищала арабську сторону так люто, ніби є однією з них". Крім того, їй ставили у провину те, що на одній фотографії, опублікованій на сайті 9 каналу, вона тримає портрет Ясіра Арафата, і те, що в обговоренні на сторінці «Єврейського калейдоскопу» (2009) Ксенія Свєтлова «фактично озвучувала брехню ООП»..
Відповідаючи на звинувачення, що зачіпають її особисте життя, Ксенія Свєтлова повідомила, що «…не бажає „виправдовуватися перед наклепниками“ і вдасться до захисту закону». 19 лютого 2015 року її адвокат, екс-міністр юстиції та внутрішніх справ Ізраїлю Давид Лібаі зажадав видалити відомості, що ганьблять кандидата в депутати кнесету: «…в соціальній мережі… „Facebook“ [є] повідомлення, згідно з яким мій клієнт, пані Ксенія Свєтлова, нібито перейшла в іншу віру і вийшла заміж за іновірця. Ці твердження є неправдивими і такими, що вводять в оману. Мій клієнт не змінювала своєї релігії і не виходила заміж за іновірця». На початку березня адвокат другої сторони Шимон Діскін відправив Д. Лібаі лист у відповідь, в якому стверджувалося, що в листі Лібаі містилися «юридично неправильні звинувачення» на адресу його клієнта, і що він «також просить Светлову не публікувати такого роду заяви, які, на його думку, є наклепом». Про будь-які подальші кроки обох сторін невідомо.
12 березня 2015 року Ксенія Свєтлова звернулася до поліцію зі скаргою на загрозу її життю:
|  | «Сьогодні на мій домашній телефон, на номер, який засекречений і не з'являється ні в одному довіднику, пролунав дзвінок. Приблизно на початку дванадцятої. Чоловічий голос в трубці сказав на івриті: "Помри вже..." Після чого трубку кинули. Дзвінок був із закритого номеру». |

За даними сайту IzRus.co.il, скарга в поліцію «була подана через декілька годин після публікації прес-релізу»
Хоча спочатку репатриіровавшись до Ізраїлю, Ксенія Свєтлова була інтегрована до системи державної релігійної освіти в Єрусалимі, де вона примкнула до правих поглядів. Пізніше журналістська діяльність змусила її інакше поглянути на палестинських та арабських сусідів Ізраїлю. З тих пір Ксенія Свєтлова вірить, що «досягнення миру не тільки необхідно, але й можливо», і вважає, що ізраїльтяни й палестинці «…зацікавлені у вирішенні конфлікту як ніхто інший». За словами Ксенії Свєтлової, її власний досвід репатріації до Ізраїлю, поряд з її знайомством з арабським світом, заклали підвалини її світогляду в тому числі і у вищезазначеному питанні.
Серед російськомовних депутатів кнесету, вихідців з колишнього СРСР, Ксенія займає особливе місце, через її діяльність, що, спрямована на досягнення рівноправності і боротьби проти расизму. Так, 8 червня 2016 року з трибуни кнесету Ксенія Свєтлова розповіла про свій конфлікт з міністром соціального забезпечення Хаїмом Кацем з приводу підготовки закону про виплату допомоги дітям, які втратили обох батьків внаслідок терактів. За її словами, вона підійшла до Кацу з пропозицією включити до числа цих дітей і тих, хто приїхав до Ізраїлю з одним батьком і залишився сиротою після теракту. Однак міністр поставився до її звернення «агресивно, зневажливо, зверхньо і з часткою расизму». В результаті Ксенія Свєтлова подала до комісії кнесету з етики скаргу на міністра за неповажне і «шовіністичне» ставлення до себе та до громади, яку вона представляє. При цьому, Хаїм Кац «категорично відкинув звинувачення Сєітловій», назвавши їх «брехливими», і заявив, що «готовий піти на детектор брехні», з тим, щоб довести, що він нічого подібного не говорив". Поведінка самої Ксенії Свєтлової він назвав негідним депутата кнесету.
У цілому погляди Ксенії Свєтлової можна визначити як соціал-демократичні.

### Родина та особисте життя
Ксенія Свєтлова репатріювалася до Ізраїлю разом зі своїми мамою і бабусею, з якими проживала в Єрусалимі досить тривалий час після репатріації. Там вона отримала середню освіту в державній релігійній школі, і там же почався процес її знайомства з ізраїльським суспільством.
Ксенія розлучена. У неї доньки-близнюки Дарина та Габріела, а також кохана людина, Анатолій, фахівець у сфері високих технологій. Анатолій також є репатріантом з колишнього СРСР.
Ксенія Свєтлова проживає разом зі своєю сім'єю і матір'ю в місті Модіїн-Маккабім-Реут. Ксенія любить класичну музику, а також пісні Володимира Висоцького. Про свої захоплення вона пише так:
|  | Я стовідсоткова ізраїльтянка, кажу, думаю, пишу й читаю російською мовою на івриті. Люблю пісні Єгуди Полікера і дивлюся на Новий Рік «Іронія долі, або З легкою парою!». І все це чудово поєднується. На ніч читаю донькам «Мийдодіра» та «А-Мефузар ми Кфар Азар» (варіант на тему «Розсіяний з вулиці Басейної»). Люблю Меїра Шалева, Самі Міхаеля , Давида Гроссмана, Людмилу Улицьку та Лінор Горалік. |

## Публікації
- Светлова, Ксения. Внештатный автор Slon на Ближнем Востоке // Slon Magazine. (рос.)